# CEMAC Cup 2007
Der CEMAC Cup 2007 war die 11. Auflage des seit 1984 ausgetragenen Wettbewerbs zwischen Fußballnationalmannschaften der CEMAC-Staaten Afrikas. Es fand vom 4. März bis zum 16. März statt. Gastgeber war Tschad, alle Spiele wurden in Ndjamena ausgetragen.

## 1. Runde

### Gruppe A
| Pl. | Land                         | Sp. | S | U | N | Tore    | Diff. | Punkte |
| --- | ---------------------------- | --- | - | - | - | ------- | ----- | ------ |
| 1.  | Tschad                       | 2   | 2 | 0 | 0 | 005:300 | +2    | 06     |
| 2.  | Zentralafrikanische Republik | 2   | 0 | 1 | 1 | 002:300 | −1    | 01     |
| 3.  | Kamerun                      | 2   | 0 | 1 | 1 | 001:200 | −1    | 01     |

| 4. März 2007 | Tschad                                    | 2:1 (2:0) | Kamerun                |  |
| 4. März 2007 | Hiler Kedigui 32. Ezechiel N’Douassel 38. |           | Maurice Tapanguige 58. |  |

| 6. März 2007 | Tschad                                                            | 3:2 (0:2) | Zentralafrikanische Republik         |  |
| 6. März 2007 | Ezechiel N’Douassel 60. Misdongard Betoligar 61. Brahim Ahmat 89. |           | Homi Hilaire 14. Greyanda Fiacre 34. |  |

| 8. März 2007 | Kamerun | 0:0 | Zentralafrikanische Republik |  |
| 8. März 2007 |         |     |                              |  |

### Gruppe B
| Pl. | Land             | Sp. | S | U | N | Tore    | Diff. | Punkte |
| --- | ---------------- | --- | - | - | - | ------- | ----- | ------ |
| 1.  | Republik Kongo   | 2   | 1 | 1 | 0 | 004:300 | +1    | 04     |
| 2.  | Gabun            | 2   | 0 | 2 | 0 | 003:300 | ±0    | 02     |
| 3.  | Äquatorialguinea | 2   | 0 | 1 | 1 | 002:300 | −1    | 01     |

| 5. März 2007 | Republik Kongo                        | 2:1 (0:0) | Äquatorialguinea  |  |
| 5. März 2007 | Tsoumou Likibi 81. Itoua Ngoua 90.+4' |           | Desire Pierre 89. |  |

| 7. März 2007 | Republik Kongo                      | 2:2 (2:0) | Gabun                                      |  |
| 7. März 2007 | Ulrich Lepaye 27. Ulrich Lepaye 44. |           | Georges Ambourouet 62. Georges Akiremy 89. |  |

| 9. März 2007 | Äquatorialguinea             | 1:1 (1:1) | Gabun               |  |
| 9. März 2007 | Ibrahima Toure 44., Elfmeter |           | Georges Akiremy 89. |  |

## Halbfinale
| 11. März 2007 | Tschad              | 1:2 (0:2) | Gabun                                   |  |
| 11. März 2007 | Hilaire Kedigui 70. |           | Georges Akiremy 44. Georges Akiremy 56. |  |

| 12. März 2007 | Republik Kongo                                                             | 4:1 (2:1) | Zentralafrikanische Republik |  |
| 12. März 2007 | Ulrich Lepaye 4. Tsoumou Likibi 28. Sidoine Beaulia 47. Tsoumou Likibi 84. |           | Zinda Romaric 16.            |  |

## Spiel um den 3. Platz
| 15. März 2007 | Tschad           | 1:0 n. V. | Zentralafrikanische Republik |  |
| 15. März 2007 | Ahmed Medego 95. |           |                              |  |

## Finale
| 16. März 2007 | Republik Kongo              | 1:0 (0:0) | Gabun |  |
| 16. März 2007 | Destin Makita 59., Elfmeter |           |       |  |

## Torschützenliste
4 Tore
 Georges Akiremy
3 Tore
 Ulrich Lepaye
 Tsoumou Likibi
2 Tore
 Hilaire Kedigui
 Ezechiel N’Douassel